# Огбонна, Анджело
Анджело Обинце Огбонна (итал. Angelo Obinze Ogbonna; род. 23 мая 1988, Кассино, Лацио) — итальянский футболист, защитник клуба «Уотфорд».

## Карьера
Анджело Огбонна начал свою карьеру в молодёжной команде «Кассино», там его приметили скауты клуба «Торино», к молодёжному составу которого присоединился талантливый центральный защитник. 11 февраля 2007 года Огбонна дебютирует в первой команде клуба в матче с «Реджаной», который завершился со счётом 1:2 не в пользу «Торино».
В августе 2007 года Огбонна переходит на правах аренды в клуб серии С1 «Кротоне», по окончании сезона футболист вернулся в «Торино», где уже стал твёрдым игроком основного состава. 22 декабря 2008 года Огбонна попал в аварию, которая на две недели вывела его из игры, 7 января 2009 года Огбонна вернулся на поле.
11 ноября 2011 года Огбонна дебютировал в составе сборной Италии, выйдя на поле в товарищеской встрече со сборной Польши.
11 июля 2013 года после прохождения медицинского обследования Анджело перебрался в «Ювентус». Сумма трансфера составила €13 млн.
10 июля 2015 года «Вест Хэм Юнайтед» официально объявил о подписании итальянского защитника сроком на четыре года. Дебютировал за «Молотобойцев» 30 июля 2015 года в матче Лиге Европы против «Астры», в котором на 82-й минуте забил автогол в свои ворота. В АПЛ дебютировал в матче против «Арсенала», в котором отыграл все 90 минут, а его команда выиграла со счетом 2:0, сам Анджело в том матче отличился в плохую сторону, получив жёлтую карточку на 7-й минуте за опасную игру на Окслейда, что забавно за 2 минуты до этого капитан команды Марк Нобл получил аналогичное наказание за жесткий подкат под Коклена. Первый гол забил 9 февраля 2016 года в матче против «Ливерпуля» в рамках Кубка Англии во время второго дополнительного тайма на 120-й минуте, это помогло команде Огбонны пройти дальше и затем сыграть против «Блекберна» (5:1 в пользу «Вест Хэма») и после против «Манчестер Юнайтед» в 1/4 финала, которому проиграла со счётом 2:1 в ответном матче. В общей сложности Огбонна провел 23 матча за команду в АПЛ, в которых в среднем проводил на поле 83 минуты, а также получил 5 жёлтых карточек, «Вест Хэм» занял 7 место в турнирной таблице, что помогло команде попасть в Лигу Европы уже второй год подряд.

## Достижения
«Ювентус»
- Обладатель Суперкубка Италии: 2013
- Чемпион Италии (2): 2013/14, 2014/15
- Финалист Лиги чемпионов УЕФА (1): 2015

«Вест Хэм Юнайтед»
- Победитель Лиги конференций УЕФА: 2022/23

Сборная Италии
- Вице-чемпион Европы: 2012

## Статистика
| Сезон   | Клуб     | Лига         | Чемпионат | Чемпионат | Кубок | Кубок | Еврокубки | Еврокубки |
| Сезон   | Клуб     | Лига         | Игры      | Голы      | Игры  | Голы  | Игры      | Голы      |
| ------- | -------- | ------------ | --------- | --------- | ----- | ----- | --------- | --------- |
| 2006/07 | Торино   | Серия А      | 4         | 0         | 0     | 0     | 0         | 0         |
| 2007/08 | Кротоне  | Серия С1     | 22        | 0         | ?     | ?     | 0         | 0         |
| 2008/09 | Торино   | Серия А      | 19        | 0         | 4     | 0     | 0         | 0         |
| 2009/10 | Торино   | Серия А      | 31        | 1         | 1     | 0     | 0         | 0         |
| 2010/11 | Торино   | Серия B      | 35        | 0         | 2     | 0     | 0         | 0         |
| 2011/12 | Торино   | Серия B      | 39        | 0         | 2     | 0     | 0         | 0         |
| 2012/13 | Торино   | Серия А      | 22        | 0         | 1     | 0     | 0         | 0         |
| 2013/14 | Ювентус  | Серия А      | 16        | 0         | 3     | 0     | 6         | 0         |
| 2014/15 | Ювентус  | Серия А      | 25        | 0         | 4     | 0     | 1         | 0         |
| 2015/16 | Вест Хэм | Премьер-Лига | 28        | 0         | 5     | 1     | 1         | 0         |